# Клара Генрієт Гассе
Клара Генрієт Гассе (англ. Clara Henriette Hasse; 1880—1926) — американська вчена, ботанік, чиї дослідження зосереджувалися на патології рослин. Відома тим, що виявила причину раку цитрусових, який загрожував урожаю на Глибокому Півдні.

## Біографія
Гассе навчалася у Мічиганському університеті. У 1902 році вона отримала посаду асистента з ботаніки. Гассе була одним із засновників Жіночого науково-дослідного клубу в Університеті, оскільки на той час жінки не мали доступу до Дослідницького клубу. Після закінчення у 1903 році Мічіганського університету зі ступенем доктора філософії, вона переїхала до Вашингтона, де отримала посаду асистента садівника та ботаніка в Бюро рослинництва (Сполучені Штати) у Міністерстві сільського господарства США під керівництвом головного патолога Міністерства Ервіна Фрінка Сміта. Гассе була однією із двадцяти помічників, яких Сміт найняв під час своєї роботи в USDA. Пізніше вона працювала на Флоридській сільськогосподарській експериментальній станції. 
Клара Гассе померла у своєму будинку у Маскігон, штат Мічиган, у віці 46 років.

## Дослідження
Її стаття «Pseudomonas citri, причина раку цитрусових», опублікована у Journal of Agricultural Research у 1915 році, була першою, в якій виявлено причину раку цитрусових. Хоча спочатку вважалося, що рак цитрусових має грибкове походження, Гассе виявила, що його збудниками є бактерії. Хассе виділила бактерію, тепер відому як Xanthomonas axonopodis pv. citri. Її роботи були включені до бюлетенів Міністерства сільського господарства для індексації хвороб господарських рослин.
Томас Сван Гардінг вважає, що це дослідження привело до «методів контролю, які завадили цій хворобі знищити врожай цитрусових у Флориді, Алабамі, Міссісіпі та Техасі».

## Окремі публікації
- "Pseudomonas citri, the cause of Citrus canker", Journal of Agricultural Research, vol. IV, no. 1, April 15, 1915, pp. 97-100